# 広島県道370号高根島線
広島県道370号高根島線（ひろしまけんどう370ごう こうねしません）は、広島県尾道市を通る一般県道である。

## 概要
瀬戸内海にある高根島を一周する路線となっている。

### 路線データ
- 起点：尾道市瀬戸田町高根[1]
- 終点：尾道市瀬戸田町高根[1]
- 実延長：9.228 km （うちダブルウェイ旧道部 317 m）[注釈 1][1]

## 歴史
- 1952年（昭和27年） - この年、内の浦トンネルが素掘りトンネルとして開通[2]。
- 1965年（昭和40年）3月31日 - 広島県告示第259号により認定[1]。
- 1970年（昭和45年）7月27日 - 広島県による高根地区団体営農道整備事業で高根大橋が開通[3]。これにより生口島と陸続きになる[注釈 2]。
- 1972年（昭和47年）11月1日 - 現行の県道番号に変更。
- 2006年（平成18年）1月10日 - 豊田郡瀬戸田町が尾道市に編入。これにより通過する自治体の名称が豊田郡瀬戸田町から尾道市に変わる。
- 2014年（平成26年）8月4日 - 内の浦トンネルの拡幅に伴い、素掘りトンネル見納会を実施[2]。
- 2015年（平成27年）7月 - 内の浦トンネルの拡幅が完成[4]。

## 路線状況

### 道路施設

#### トンネル
- 内の浦トンネル  ：延長111 m、幅員4 m[4]、2015年（平成27年）竣工、尾道市瀬戸田町高根

## 地理

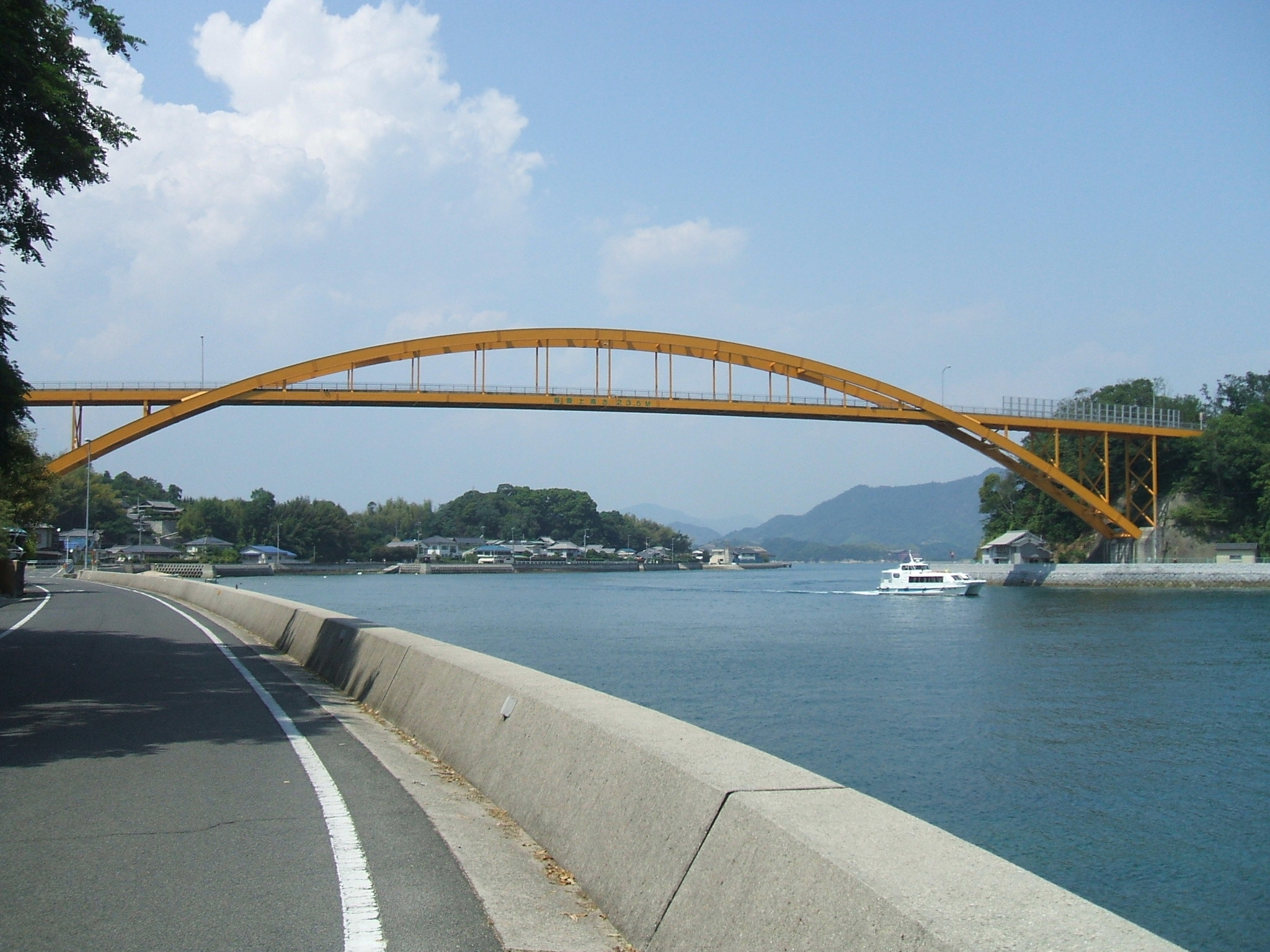
広島県道370号高根島線から見た高根大橋（2009年撮影）

### 通過する自治体
- 広島県
  - 尾道市

### 交差する道路
| 交差する道路 | 交差する場所 | 補足       |
| ------------ | ------------ | ---------- |
| 高根大橋     | 瀬戸田町高根 | [ 補足 1 ] |

1. ↑  高根島と生口島の間にある瀬戸田水道をまたぐ尾道市道（高根大橋線）[3]の橋。広島県道81号生口島循環線に連絡

### 沿線
- 生口島